# Энциклопедия профессора Фортрана
«Энциклопедия профессора Фортрана» — научно-популярная энциклопедия в картинках для детей, продолжение книги «А я был в Компьютерном Городе». Для детей младшего школьного возраста.

## Краткое описание
Действие книги происходит в городе Симплексе (Компьютерная Страна), где живёт и работает профессор Фортран, а также его друзья, и где каждый день появляются новые и очень важные сведения о компьютерах.
Книга выполнена в виде глав-комиксов, каждая из которых рассказывает об определённом предмете. Главы расположены в алфавитном порядке. Первая глава в доступной детям форме описывает понятие алгоритма, вторая глава — понятие байта. В главах-комиксах проведён популярный разбор устройства современного на тот момент компьютера и его периферийных устройств. Также даны понятия Программы, Машинного языка и Языка программирования. Глава «История вычислительной техники» описывает историю формальных вычислений, начиная со счёта на пальцах, далее механических счётов, старинных машин (Машина Паскаля, Машина Лейбница, Машина Бэббиджа), заканчивая транзисторной и микропроцессорной техникой. Глава «Роботы» (стр.138) вводит детей в понятие робототехники.
Помимо объяснения азов, книга содержит советы о том, как надо и как не надо работать на компьютере, как избежать заражения системы компьютерными вирусами и как вести себя, если заражение произошло.
Если развернуть книгу на 70-71 страницах, то ребёнок мог представить себя оператором персонального компьютера (сформировать таким образом мечту о будущей профессии).

## Влияние
В условиях начала 90-x годов, когда иметь персональный компьютер могли немногие, книга популяризировала у детей компьютерную грамотность и связанные с компьютерами специальности. Книга рекомендуется некоторыми педагогами для подготовки занятий по компьютерной грамотности и информатике в дошкольных учебных заведениях и у детей младшего школьного возраста.